# پی‌تی‌سی
پی‌تی‌سی (انگلیسی: PTC) شرکت نرم‌افزار آمریکایی است، که در سال ۱۹۸۰ تأسیس شد.